# Choerades bella
Choerades bella là một loài ruồi trong họ Asilidae. Choerades bella được Loew miêu tả năm 1858. Loài này phân bố ở vùng nhiệt đới châu Phi.